# 伊斯纳哈尔
伊斯纳哈尔，是西班牙安达卢西亚自治区科尔多瓦省的一个市镇。总面积136平方公里，总人口4859人（2001年），人口密度36人/平方公里。